# Мітчелл (Джорджія)
Мітчелл (англ. Mitchell) — місто (англ. town) в США, в окрузі Ґлескок штату Джорджія. Населення — 153 особи (2020).

## Географія
Мітчелл розташований за координатами 33°13′18″ пн. ш. 82°42′4″ зх. д. / 33.22167° пн. ш. 82.70111° зх. д. (33.221712, -82.701246).  За даними Бюро перепису населення США в 2010 році місто мало площу 3,84 км², з яких 3,83 км² — суходіл та 0,02 км² — водойми.

## Демографія
Згідно з переписом 2010 року, у місті мешкало 199 осіб у 71 домогосподарстві у складі 51 родини. Густота населення становила 52 особи/км².  Було 87 помешкань (23/км²).
Расовий склад населення:
| - 88,4 % — білих - 11,1 % — чорних або афроамериканців - 0,5 % — корінних американців |

До двох чи більше рас належало 0,0 %. Частка іспаномовних становила 3,0 % від усіх жителів.
За віковим діапазоном населення розподілялося таким чином: 22,1 % — особи молодші 18 років, 64,3 % — особи у віці 18—64 років, 13,6 % — особи у віці 65 років та старші. Медіана віку мешканця становила 40,6 року. На 100 осіб жіночої статі у місті припадало 95,1 чоловіків;  на 100 жінок у віці від 18 років та старших — 93,8 чоловіків також старших 18 років.
Середній дохід на одне домашнє господарство  становив 43 725 доларів США (медіана — 37 917), а середній дохід на одну сім'ю — 47 680 доларів (медіана — 39 583). Медіана доходів становила 31 042 долари для чоловіків та 30 469 доларів для жінок. За межею бідності перебувало 29,4 % осіб, у тому числі 47,7 % дітей у віці до 18 років та 67,9 % осіб у віці 65 років та старших.
Цивільне працевлаштоване населення становило 93 особи. Основні галузі зайнятості: освіта, охорона здоров'я та соціальна допомога — 23,7 %, транспорт — 14,0 %, виробництво — 14,0 %.